# El jardinero (serie de televisión)
El jardinero es una miniserie de televisión por internet española de thriller creada por Miguel Sáez Carral para Netflix. Está producida por DLO Producciones y protagonizada por Álvaro Rico, Cecilia Suárez y Catalina Sopelana. Se estrenó en Netflix el 11 de abril de 2025.

## Sinopsis
China “La China” Jurado y su hijo Elmer, con problemas emocionales, usan su empresa de jardinería como tapadera para sus actividades de sicariato. Elmer se enamora de una de las víctimas a las que debe matar, la maestra de primaria Violeta, poniendo en riesgo el negocio familiar.

## Reparto

### Principal
- Álvaro Rico como Elmer Jurado
- Cecilia Suárez como China Jurado
- Catalina Sopelana como Violeta Álvarez
- Francis Lorenzo como Torres
- María Vázquez como Carrera

con la colaboración especial de
- Emma Suárez como Sabela Costeira † (Episodio 1 - Episodio 5)
- Iván Massagué como Tony (Episodio 2 - Episodio 3; Episodio 5)

### Invitado
- Isabel Garrido como Catuxa
- Candela Solé como Lúa
- Marc González como Elmer pequeño (Episodio 1 - Episodio 2; Episodio 5)
- Javier Morgade como Xoan Costeira (Episodio 1 - Episodio 2; Episodio 4)
- Víctor Castilla como Mon Santís (Episodio 2 - Episodio 3)
- Esteban Roel como Orson (Episodio 5 - Episodio 6)

## Episodios
| N.º | Título                        | Dirigido por    | Escrito por        | Fecha de lanzamiento original |
| --- | ----------------------------- | --------------- | ------------------ | ----------------------------- |
| 1   | «Paisaje atlántico»           | Mikel Rueda     | Miguel Sáez Carral | 11 de abril de 2025           |
| 2   | «Germinación de las semillas» | Mikel Rueda     | Miguel Sáez Carral | 11 de abril de 2025           |
| 3   | «Sustrato orgánico»           | Mikel Rueda     | Isa Sánchez        | 11 de abril de 2025           |
| 4   | «Control de plagas»           | Rafa Montesinos | Miguel Sáez Carral | 11 de abril de 2025           |
| 5   | «Isla de descomposición»      | Rafa Montesinos | Isa Sánchez        | 11 de abril de 2025           |
| 6   | «Calendario de podas»         | Rafa Montesinos | Miguel Sáez Carral | 11 de abril de 2025           |

## Producción
El 19 de diciembre de 2023, Netflix anunció que estaba en desarrollo la serie El jardinero, la cual fue creada por Miguel Sáez Carral y estaría protagonizada por Álvaro Rico, Cecilia Suárez y Catalina Sopelana. El rodaje comenzó en enero de 2024 y tuvo lugar en localizaciones de Pontevedra, Madrid y Toledo. En febrero de 2025, algunas escenas se grabaron en Cambados, en el norte de monte de A Pastora.

## Lanzamiento y marketing
El 13 de marzo de 2025, Netflix lanzó el primer trailer de la serie y programó su estreno en la plataforma para el 11 de abril de 2025.